# Nycteris hispida
Nycteris hispida — вид рукокрилих родини Nycteridae.

## Поширення
Країни проживання: Ангола, Бенін, Ботсвана, Буркіна-Фасо, Бурунді, Камерун, Центральноафриканська Республіка, Чад, Конго, Демократична Республіка Конго, Кот-д'Івуар, Екваторіальна Гвінея, Ефіопія, Габон, Гамбія, Гана, Гвінея, Гвінея-Бісау, Кенія, Ліберія, Малаві, Малі, Мавританія, Мозамбік, Намібія, Нігер, Нігерія, Руанда, Сенегал, Сьєрра-Леоне, Сомалі, Судан, Танзанія, Того, Уганда, Замбія, Зімбабве. Цей вид був записаний з найрізноманітніших середовищ існування: низинні вологі тропічні ліси, вологі савани, сухі савани, болота. Колонії спочивають у дуплах дерев, густих заростях, печерах, отворах в колоніях термітів і інших подібних місцях. Колонії варіюються в розмірах від однієї чи пари тварин до 20 тварин.

## Загрози та охорона
Здається, немає серйозних загроз для даного виду в цілому. У зв'язку з широким ареалом, вид імовірно присутній в багатьох охоронних територіях.